# Варламов (Городищенський район)
Варламов (рос. Варламов) — хутір у Городищенському районі Волгоградської області Російської Федерації.
Населення становить 622 особи. Входить до складу муніципального утворення Котлубанське сільське поселення.

## Історія
Хутір розташований у межах українського історичного та культурного регіону Жовтий Клин.
Згідно із законом від 14 травня 2005 року № 1058-ОД органом місцевого самоврядування є Котлубанське сільське поселення.

## Населення
| 2010 |
| ---- |
| 622  |